# Comitatul Butte, Idaho
Comitatul Butte (în engleză, Butte County) este un comitat rural din statul Idaho, Statele Unite ale Americii.  Constituit în 1917, este slab populat, având sediul său în orașul Arco, care este totodată și cea mai mare localitate a sa. GR6
La data efectuării recensământului din anul 2010, comitatul avea o populație de 2.891 de locuitori. Cea mai mare parte a estului comitatului este ocupată de Idaho National Laboratory, care se extinde spre est și în alte trei din comitatele înconjurătoare, Bingham, Boneville și Jeferson.

## Geografie
Conform datelor culese și difuzate de Census 2000, comitatul are o suprafață totală de 5.782,498 km2 (sau 2.233,59 sqmi), dintre care 5.780,583 km2 (sau 2.232,85 sqmi, ori 99.97%) este uscat, iar restul 1,915 km2 (sau 0.74 sqmi, ori 0.03%) este apă.
Râul cunoscut sub numele de Little Lost River (în română Micul râu pierdut) se găsește în comitatul Butte. Apele sale, similar cu cele ale râului Big Lost River (în română Marele râu pierdut) fac parte din apele curgătoare ale statului care sunt atât de suprafață cât și subterane și care alimentează apele bazinului subteran Snake River Plain, care acoperă o bună parte a subsolului comitatului.
Comitatul a fost numit după structurile vulcanice care se ridică din platoul deșertic care acoperă o mare parte a comitatului; cea mai mare dintre acestea fiind Big Southern Butte, care se găsește în partea sudică a comitatului. Se ridică la circa 762 metri (sau 2.500 feet) deasupra platoului deșertic. Fiind o formă de relief atât de proeminentă, a fost adesea folosită de pionierii exploratori ai locurilor ca punct de referință.
În partea de sud-vest a comitatului se găsește un centru de vizitare al monumentului național Craters of the Moon National Monument and Preserve (în română, Craterele monumentului național și al rezervație Lunii), care se extinde spre vest și sud în alte trei comitate adiacente.

### Comitate înconjurătoare (adiacente)
- Comitatul Clark—nord-est
- Comitatul Jefferson County—est
- Comitatul Bingham—sud-est
- Comitatul Blaine—sud-vest
- Comitatul Lemhi—nord-est
- Comitatul Custer—nord-vest

### Zone protejate național
- Caribou-Targhee National Forest (parțial)
- Craters of the Moon National Monument and Preserve (parțial)
- Salmon-Challis National Forest (parțial)

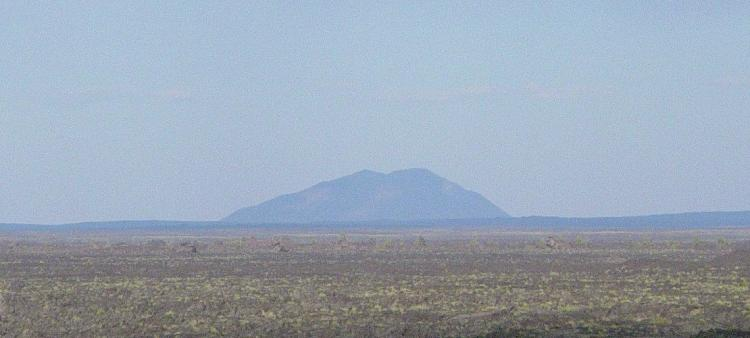
Proeminenta Big Southern Butte a fost adesea
utilizată ca reper de către pionierii explorării vestului american.

### Drumuri statale
- - US 20
- - US 26
- - US 93
- - SH-22
- - SH-33

## Orașe și târguri (Cities and towns)
- Arco
- Butte City
- Darlington
- Howe
- Moore

## Vezi și
- Listă de locuri istorice din statul Idaho din National Register of Historic Places

## Demografie
|  | Graficele sunt indisponibile din cauza unor probleme tehnice. Mai multe informații se găsesc la Phabricator și la wiki-ul MediaWiki. |

Date: Wikidata - grafică realizată de Wikipedia